# Fibrato
Os Fibratos são fármacos usados no tratamento da hipertrigliceridemia e na prevenção da aterosclerose.

## Farmacologia
Eles estimulam a síntese de PPAR-alfa via ativação de um receptor nuclear de transcrição génica (receptor PPAR - peroxisome proliferator activated receptor), a actividade de beta-oxidação de lípidos dos peroxisomas celulares. Estimulam a enzima lipase das lipoproteínas, destruindo os VLDL e libertando os lípidos para consumo nos músculos.

## Efeitos
Reduzem os níveis de triglicerideos; e um pouco os da LDL (mau colesterol). Aumentam os niveis de HDL (bom colesterol).
Diminuem a taxa de formação das placas ateroscleróticas nas artérias.

### Efeitos adversos
- Miosite: inflamação do músculo.
- Insuficiência renal
- Diarreia
- Nauseas
- Litíase biliar: "pedra" na vesícula biliar.

## Usos clínicos
- Usados no controlo das dislipidémias duplas, com alto colesterol e triglicerideos.
- Usados em combinação com estatinas em doentes com risco de aterosclerose por hipercolesterolémia.
- Em doentes com gota e dislipidémia em simultaneo.
- Doentes com Diabetes tipo 2
- Não deve ser usado por alcoólicos (já em risco de miosite).

Podem causar cegueira noturna, nictúria e impotência sexual grave. São tóxicos para o fígado

## Fármacos mais importantes
- Clorfibrato
- Ciprofibrato
- Bezafibrato
- Genfibrozila
- Fenofibrato